# الطريق السريع 65 (إسرائيل)
الطريق السريع 65 (بالعبرية: כְּבִישׁ 65 ، كْڤِيش 65) أو كما يُعرف بإحدى مقاطعه شارع وادي عارة وبمقطع آخر شارع هسرڠيل. هي طريق تربط بين السهل الساحلي والجليل في شمالي إسرائيل وتُعد بمثابة شريان نقل مهم. تمتد من الجنوب الغربي إلى الشمال الشرقي، وبالتالي فهي ليست طريق التي تمتد عرضًا أو طولًا فحسب. بين سنتي 2014 و 2018 سُجل على هذه الطريق عددًا قياسيًا من بلاغات الشرطة لمخالفات تجاوز السرعة.

## المسار
يبلغ طول الطريق السريع 65 حوالي 90 كيلومترًا. تبدأ الطريق من طرفها الغربي عند مُبدل قيسارية (بالعبرية: מֶחלַף קֵיסַרְיָה مِحْلاف قيسارية) مع الطريق السريع 2 وتمر بوادي عارة في جزئها الجنوب الغربي، ويُعرف هذا المقطع بشارع وادي عارة. بالقرب من مجيدو تخترق الطريق مرج ابن عامر في مقطعٍ مُستقيم لمسافة 7 كيلومترات بين مفترق مجيدو والعفولة يُطلق عليه شارع هَسَرْڠِيل (بالعبرية: כְּבִישׁ הסַרְגֵּל) وهي كلمة عبرية تعني المسطرة. تمر الطريق بمُحاذاة العفولة محيطةً إياها من الشمال لتتجاوزها وتُتابع مسارها إلى الشمال الشرقي حتى قرية كفار تاڤور ومن هناك تُتابع الطريق شمالًا. تقطع طريق 65 طريق 77 بواسطة مُبدل ڠولاني (بالعبرية: מֶחלַף גוֹלנִי) وتنتهي الطريق حتى تصل إلى مُبدل نهر عامود (يُعرف أيضًا باسم مُبدل كَدَرِيم) مع طريق 85.

### حواشي
1. ↑  كلمة عبرية تعني المسطرة